# Astragalus squalidus
Astragalus squalidus är en ärtväxtart som beskrevs av Pierre Edmond Boissier och Friedrich Wilhelm Noë. Astragalus squalidus ingår i släktet vedlar, och familjen ärtväxter. Inga underarter finns listade i Catalogue of Life.